# Eupithecia woodgatata
Eupithecia woodgatata är en fjärilsart som beskrevs av Samuel E. Cassino och Louis W. Swett 1923. Eupithecia woodgatata ingår i släktet Eupithecia och familjen mätare. Inga underarter finns listade i Catalogue of Life.